# Ши Чжэнли
Ши Чжэнли́ (кит. трад. 石正麗, упр. 石正丽, пиньинь Shí Zhènglì; род. 26 мая 1964 г.) — китайский вирусолог, получившая международную известность во время пандемии COVID-19 за свою работу над SARS-CoV-2, которые свойственны летучим мышам и возможный создатель прототипа вируса SARS-CoV-2, возможно допустившая его утечку из лаборатории в городе Ухань, КНР. Ши — исследователь в Уханьском институте вирусологии (WIV) Академии наук Китая (CAS). Вместе с коллегой Цуй Цзе обнаружила вирус SARS, возникший у летучих мышей. Является членом Вирусологического комитета Китайского общества микробиологии и редактором Совета Virologica Sinica — китайского журнала, который «публикует рецензируемые оригинальные исследовательские статьи и обзоры, касающиеся последних разработок во всех областях вирусологии».

## Ранние годы
Ши родилась в мае 1964 года в уезде Сися городского округа Наньян провинции Хэнань в Китае. В 1987 году окончила Уханьский университет. Она получила степень магистра в Уханьском институте вирусологии Академии наук Китая (CAS) в 1990 году и степень доктора философии в Университете Монпелье II во Франции в 2000 году.

## Исследования
В 2005 году группа учёных под руководством Ши Чжэнли и Цуй Цзе обнаружила, что вирус SARS возник у летучих мышей; их результаты были опубликованы в журнале Science в 2005 году, а также в Журнале общей вирусологии в 2006 году.
В 2014 году Ши Чжэнли принимала участие в исследовании коронавирусов летучих мышей, в частности, в экспериментах по усилению функции с участием как атипичной пневмонии, так и коронавирусов летучих мышей — совместного исследования Университета Северной Каролины и Уханьского института вирусологии, с Ральфом С. Бариком в роли главных исследователей. В том же году финансирование проекта в США было приостановлено из-за моратория на опасные вирусологические исследования с вирусами гриппа, MERS и SARS, которое в том году объявило правительство США.
По утверждению Deutsche Welle со ссылкой на медицинский журнал Viruses, в марте 2019 года, более чем за полгода до начала пандемии, Ши Чжэнли и её команда опубликовали обзор под названием «Коронавирусы летучих мышей в Китае». В нём говорилось дословно следующее: «Высока вероятность того, что в будущем болезни, подобные атипичной пневмонии (SARS) или ближневосточному респираторному синдрому (MERS), будут вызываться коронавирусами летучих мышей, и существует повышенная вероятность того, что это произойдет в Китае».
Во время пандемии коронавируса 2019—2020 годах Ши Чжэнли и другие учёные института сформировали экспертную группу по исследованию тяжелого острого респираторного синдрома коронавируса 2 (SARS-CoV-2). В феврале 2020 года исследователи во главе с Ши Чжэнли опубликовали статью в журнале Nature под названием «Вспышка пневмонии, связанная с новым коронавирусом вероятного происхождения от летучих мышей» а в статье, опубликованной на bioRxiv, говорится, что SARS-CoV 2 относится к семейству вирусов, ответственных за ОРВИ человека, а точнее — «к видам, свойственным скорее для летучих мышей, нежели распространённых среди змей». В феврале 2020 года её команда опубликовала статью в Cell Research, показывающую, что ремдесивир, экспериментальный препарат, принадлежащий Gilead Sciences, оказал положительное влияние на ингибирование вируса in vitro, и подала заявку на патент на препарат в Китае от имени WIV. Ши Чжэнли стала соавтором статьи, в которой вирус был определён как первое так называемое «заболевание X (англ. Disease X)».
В феврале 2020 года газета South China Morning Post сообщила, что многолетняя работа Ши по созданию одной из крупнейших в мире баз данных о вирусах, связанных с летучими мышами, дала научному сообществу «преимущество» в понимании вируса, а также была в центре личных атак в китайских социальных сетях, которые обвиняли WIV в появлении вируса, что заставило Ши опубликовать сообщение: «Клянусь своей жизнью, что вирус не имеет ничего общего с лабораторией». А когда журналисты попросили Ши прокомментировать атаки, она ответила: «Моё время должно быть потрачено на более важные вопросы». По сообщению Caixin, Ши выступила с публичными заявлениями против «предполагаемых теорий „шапочек из фольги“ об источнике нового вируса», цитируя её слова:

Новый коронавирус 2019 года — это природа, наказывающая человеческую расу за сохранение нецивилизованных жизненных привычек. Я, Ши Чжэнли, клянусь своей жизнью, что это не имеет ничего общего с нашей лабораторией.
— 
В марте 2020 года в интервью журналу Scientific American, где её назвали «Бэтвумэн из Китая», Ши сказала, что «переносимые с помощью летучих мышей коронавирусы вызовут новые вспышки» и «мы должны найти их, прежде чем они найдут нас». В 2015 году другие учёные усомнились в том, что команда Ши пошла на ненужный риск, согласно сообщению Джоша Рогина, опубликованному в апреле 2020 года в газете Washington Post. По словам Рогина, американские чиновники, командированные в WIV, в 2018 году отправили в Вашингтон две дипломатические телеграммы, которые «предупреждали о недостатках безопасности и управления в лаборатории WIV». В телеграмм телеграммах также отмечалось, что официальные лица США встречались с Ши Чжэнли и что «исследователи показали, что различные коронавирусы, похожие на SARS, могут взаимодействовать с ACE2, человеческим рецептором, идентифицированным для коронавируса SARS». Этот факт убедительно свидетельствует о том, что SARS-подобные коронавирусы от летучих мышей могут передаваться человеку, вызывая SARS-подобные заболевания.

## Награды
- 2016 — кавалер ордена Академических пальм[30]
- 2018 — Государственная премия естественных наук (второй класс)[31]
- Февраль 2019 — стипендиат Американской академии микробиологии (AAM)[32]